# Henry Holt (Verlag)

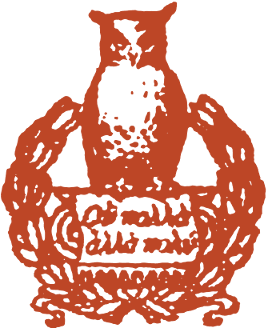
Verlagsemblem von Henry Holt 1904

Henry Holt and Company ist ein 1866 in New York City gegründeter US-amerikanischer Verlag.
Gründer waren Henry Holt (1840–1926) und Frederick Leypoldt (1835–1884), ein in Stuttgart geborener Buchhändler und Bibliograph in Philadelphia. Zunächst hieß das Unternehmen Holt and Leypoldt, ab 1873 Henry Holt and Company. Holt selbst war auch Zeitungsgründer und Romanautor. 1960 fusionierte Holt and Leypoldt mit Rinehart & Company (New York) und John C. Winston (Philadelphia) zu Holt, Rinehart and Winston. 1967 wurde der Verlag von CBS übernommen und 1985 aufgeteilt, wobei der Verlagsteil mit Holt an die Verlagsgruppe Georg von Holtzbrinck ging, die ihn in ihrem US-Geschäft bei Macmillan unterbrachte. Der Schulbuchteil wurde an Harcourt verkauft.
Zu den Autoren des Verlags gehörten Erich Fromm, Paul Auster, Hilary Mantel, Robert Frost, Hermann Hesse, Norman Mailer, Herta Müller, Thomas Pynchon, Robert Louis Stevenson, Iwan Turgenjew und H. G. Wells. Zu den Imprints gehören Times Books (von der The New York Times Company), Owl Books und Picador für Paperbacks. Das Verlagszeichen ist eine Eule.
Der Fusionspartner Rinehart & Company war 1929 als Rinehart & Farrar gegründet worden und hatte Erfolge mit der Reihe Rivers of America und den Nero Wolfe Krimis von Rex Stout. 1946 stieg John C. Farrar (1896–1974). Übrig blieb Stanley Rinehart (1897–1969, Sohn von Mary Roberts Rinehart), der den Verlagsnamen in Rinehart & Company änderte. Farrar gründete Farrar & Straus, aus dem dann Farrar, Straus and Giroux wurde.